# Březina (huyện Tišnov ngày xưa)
Březina là một làng thuộc huyện Brno-venkov, vùng Jihomoravský, Cộng hòa Séc, từng thuộc huyện Tišnov.